# V1005 Orionis
V1005 Orionis eller GJ 182, är en ensam stjärna belägen i den mellersta delen av stjärnbilden Orion. Den har en genomsnittlig skenbar magnitud av ca 10,1 och kräver en ett teleskop för att kunna observeras. Baserat på parallax enligt Gaia Data Release 3 på ca 40,99 mas, beräknas den befinna sig på ett avstånd på ca 79,6 ljusår (24,4 parsek)  från solen. Den rör sig bort från solen med en heliocentrisk radialhastighet på ca 19 km/s. Stjärnan ingår möjligen i superhopen IC 2391.

## Observation
Flareaktivitet rapporterades första gången för denna stjärna av N. I. Shakhovskaya 1974. B. W. Bopp hittade onormalt starka litiumlinjer i spektrumet av GJ 182, en sällsynthet för stjärnor av denna klass och ett möjlig tecken på en mycket ung stjärna. Tillsammans med F. Espenak visade Bopp 1977 att stjärnan uppvisade periodiska variationer liknande BY Draconis. År 1984 fann Byrne et al. en preliminär rotationsperiod på 4,55 dygn och visade att stjärnan hade en normal flarefrekvens.

## Egenskaper
V1005 Orionis är en röd till orange stjärna i huvudserien av spektralklass M0 Ve (röd dvärg) med emissionslinjer i dess spektrum. Den har en massa som är lika med ca 0,75 solmassor, en radie som är ca 0,74 solradier och utsänder energi från dess fotosfär motsvarande ca 0,12 gånger solen vid en effektiv temperatur av ca 3 800 K.

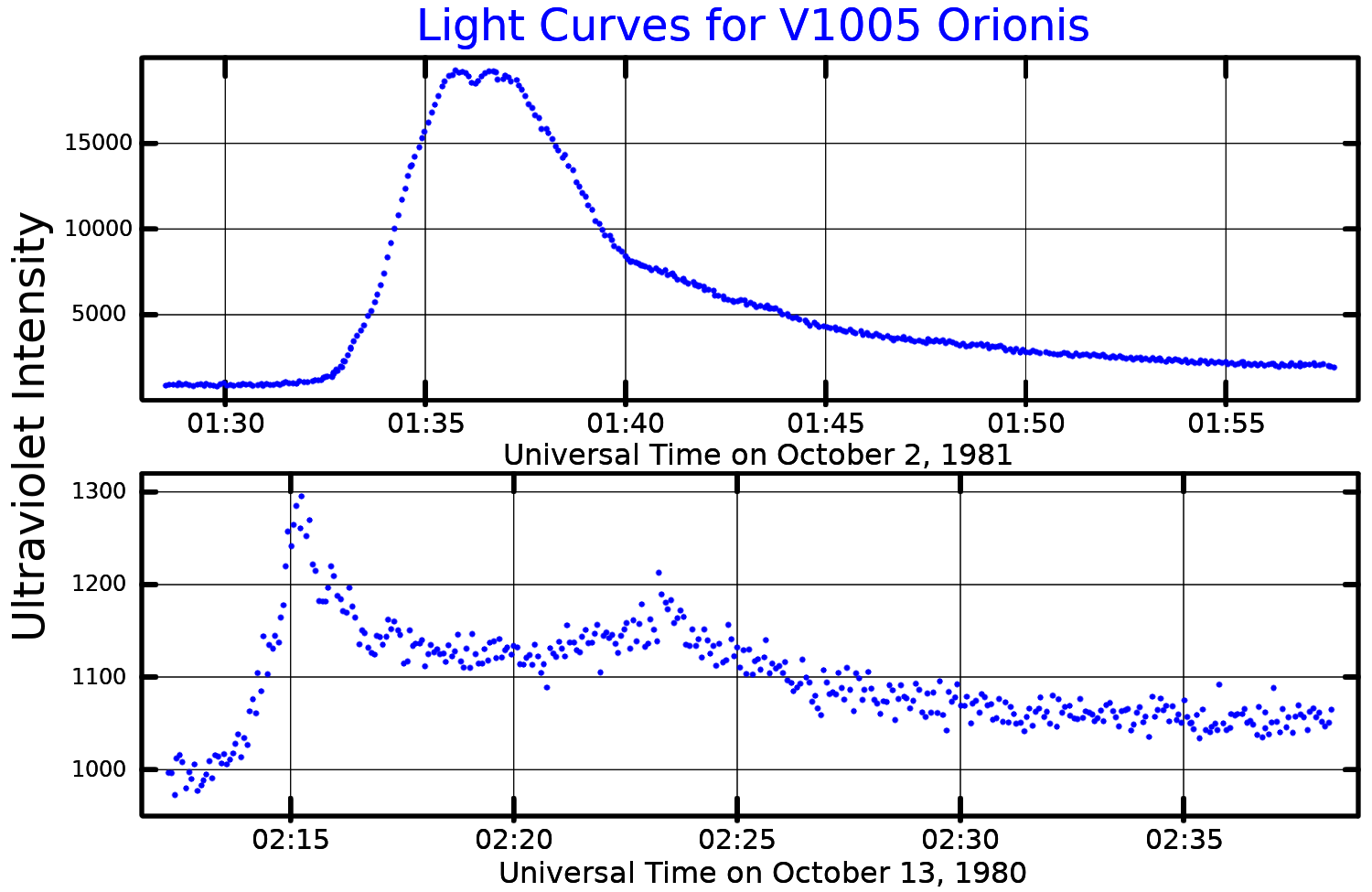
Ljuskurva i ultravioletta bandet för två flares på V1005 Orionis, plottad från Byrne et al. (1984).

V1005 Orionis klassificeras som en BY Draconis-variabel och flarestjärna, vilket betyder att den är en magnetiskt aktiv stjärna som uppvisar rotationsmodulering av stjärnfläckar och genomgår plötsliga ökningar i ljusstyrka från flare. På grund av denna aktivitet visar stjärnan en låg nivå av röntgenstrålning. Ytans magnetiska fältstyrka är 2,6 ± 0,6 kG och magnetfältet har flera poler. Den visar en möjlig aktivitetscykel med en period på 38 år och en amplitud på 0,13 i magnitud.
V1005 Orionis är omgiven av en stoftskiva som tyder på att planetbildning är på gång. Denna skiva har en radie på 60 AE, en medeltemperatur på 27 K och en stoftmassa som är lika med 3,35 gånger månens massa.